# Viron Kona
Viron Kona, född 24 juni 1950 i Vlora, är en albansk författare. Konas författarskap inkluderar cirka 40 romaner och andra böcker, för barn och vuxna. Boken Eh, more Bubulino! valdes 2006 till årets bästa bok vid Tiranas bokmässa.

## Biografi
Viron Kona har en bakgrund som industriarbetare, ett yrke där han började arbeta efter den då sjuåriga albanska grundskolan. 1969–1971 genomgick han militärtjänst. Redan tidigt började Kona publicera sig med olika texter i tidskrifter och tidningar. 1981 blev han medlem av det albanska författar- och konstnärsförbundet.
Under 1980-talet studerade Kona på distans vid universitetet i Tirana, och vid den tiden arbetade han inom administrationen i utbildningssektorn. Därefter arbetade han som lärare vid olika skolor i huvudstaden Tirana. Mellan 2004 och 2015 fungerade han som redaktör för tidningen Mësuesi ('Läraren'). Efter 2004 har han även varit ledamot av Albaniens statliga bokråd samt chefredaktör för tidskriften Siguria Rrugore.
Konas författarskap inkluderar cirka 40 romaner och andra böcker, för barn och vuxna. Hans Eh, more Bubulino! fick 2006 motta Unicef-AMC-priset och valdes samma år till årets bästa bok vid Tiranas bokmässa.
Kona har en särskild relation till Sverige, dit han bjudits in vid minst fyra tillfällen till olika litterära evenemang. De två första volymerna i Bubulino-serien, en lång svit av barnböcker, har utgivits på svenska i en samlingsvolym betitlad Men kära Bululino. Även boken Zonja nga Borasi ('Dam från Borås') har översatts. De svenska översättningarna skedde via kontakter med redaktören för den albanskspråkiga tidningen Dituria, utgiven i Borås.